# تیلر فری
تیلر فری (انگلیسی: Taylor Frey؛ زادهٔ ۲۸ آوریل ۱۹۸۹) هنرپیشه اهل ایالات متحده آمریکا است. او با بازی در نقش دان هگرتی در آن: بخش دوم شناخته شده‌است.

## تحصیلات
فری از دبیرستان ورمنت فارغ‌التحصیل شد و مدرک کارشناسی خود را از دانشگاه بریگم یانگ گرفت؛ آن دانشگاه تقریباً او را به علّت «ارتباط همجنسگرایانه» که مخالف قوانین اخلاقی آنها بود، اخراج کرد امّا به علّت نداشتن مدرک او را اخراج نکرد.

## دوران حرفه‌ای
از فیلم‌ها یا برنامه‌های تلویزیونی که وی در آن نقش داشته‌است می‌توان به جی‌بی‌اف، دختر سخن‌چین، خاطرات کری آن: بخش دوم و روزهای زندگی ما اشاره کرد. او در نمایش‌های برادوی مانند اسپری مو هم ظاهر شده‌است.

## زندگی شخصی
او در خانواده‌ای مورمون در لاس‌وگاس بزرگ شد. او در ۲۰۱۶ با بازیگر کایل دین مسی ازدواج کرد. آنها همکنون در وست هالیوود زندگی می‌کنند.